# Jun Jung-lin
Jun Jung-lin (koreanisch 전정린; * 27. Januar 1989 in Busan) ist ein südkoreanischer Bobfahrer.

## Biografie
Jun Jung-lin kam 2011 als Student der Yonsei University über Kim Dong-hyun zum Bobsport. Im Mai 2012 wurde Jun in den Nationalkader Südkoreas berufen.
Nach einem fünfmonatigen Training gab Jun im November 2012 sein Weltcup-Debüt in Lake Placid. Zusammen mit Pilot Won Yun-jong belegte er im Zweierbob den 21. von 27 Plätzen. Im Viererbob wurde der südkoreanische Bob 22. von 24 Mannschaften.
Fortan war Jun Anschieber von Kim Dong-hyun und gewann mit diesem die Goldmedaille beim Nordamerikacup 2013. Trotz guter Leistungen wurde das Duo nicht für den Bob-Weltcup nominiert.
Bei den Olympischen Spielen 2014 belegte er im Zweierbob-Wettbewerb mit Kim den 24. Platz. Im Viererbob-Wettbewerb wurde er zusammen mit Pilot Won Yun-jong und den beiden anderen Anschiebern Seo Young-woo und Suk Young-jin Achtzehnter.
Unter dem britischen Trainer Malcolm Lloyd verbesserten sich Kim und Jun kontinuierlich. So konnten sie in der Weltcup-Saison 2015/16 einen 16. Platz erreichen und in der Folgesaison in Whistler und Lake Placid ihre ersten beiden Top-10-Platzierungen feiern. Nachdem Trainer Lloyd im Jahr 2016 an Krebs verstorben war, stellte der Verband zahlreiche Experten ein um eine gute Mannschaft für die Olympischen Winterspiele 2018 im eigenen Land zu formen. Allerdings konnten diese nicht die Lücke füllen und das Duo entschied sich dazu in der Weltcup-Saison 2017/18 nicht im Zweierbob zu starten. Stattdessen legte man den Fokus auf den Viererbob. Bei den Olympischen Winterspielen 2018 gewann das Duo zusammen mit Seo Young-woo als Anschieber von Pilot Won Yun-jong im Viererbob-Wettbewerb die Silbermedaille.